# WTA Advanta Championships
WTA Advanta Championships — женский профессиональный международный теннисный турнир, проводившийся осенью в американской Филадельфии на крытых хардовых кортах. В последний период своего существования относился ко 2-й категории WTA с призовым фондом 585 тысяч долларов и турнирной сеткой, рассчитанной на 28 участниц в одиночном разряде и 16 пар.

## Общая информация
История
Женский зальный чемпионат Филадельфии в рамках протура впервые прошёл в 1970-м году и вскоре стал регулярным: лишь раз до 1980 года весенняя региональная серия обошлась без визита в этот город штата Пенсильвания, однако затем из-за финансовых проблем проведение соревнования было надолго прекращено и лишь к 1991 году приз удалось возобновить. Новая жизнь турнира прошла в рамках осенней серии и выдержала десяток розыгрышей, три из которых получили элитную первую категорию соревнований тогдашнего протура. Перед сезоном-2001 проведение пенсильванского соревнования вновь было приостановлено, а свободная лицензия была передана инвесторам из бразильского Коста-ду-Сауипе, поднявших благодаря этому статус своего турнира. Новая пауза продолжалась лишь два сезона: перед 2003 годом было закрыто сразу два турнира второй категории и одну из свободных лицензий вновь выкупили филадельфийцы: на три сезона, став одним из разогревочных соревнования для Итогового турнира ассоциации, в этот период проходившего в Лос-Анджелесе. В 2006 году, с переездом финала женского тура в Европу, соревнование ассоциации в Пенсильвании в третий раз в истории было закрыто.
Победительницы и финалистки
За 22 года проведения одиночного соревнования двум теннисисткам удалось трижды праздновать успех на местных кортах: Штеффи Граф, игравшей в местных финалах пять раз между 1992 и 1998 годах, и Амели Моресмо, выигравшей три последних розыгрыша турнира. Дважды — в 1973 и 1978 годах — титульный матч сводил друг против друга соотечественниц: сначала австралиек, а затем — американок.
В парном разряде рекордсменками соревнования являются Лиза Реймонд (пять титулов и ещё два финала) и Ренне Стаббс (четыре титула и два финала), причём трижды американка и австралийка брали титул вместе, а ещё два раза встречались в составе разных пар в финалах. Пять раз филадельфийский приз брали пары, составленные из соотечественниц, но ни разу титул не разыграли сразу четыре представительницы одной страны.
Несколько теннисисток выигрывали и одиночный и парный приз пенсильванского соревнования, а Маргарет Корт стала первой участницей турнира, смогшей совершить подобное в рамках одного розыгрыша чемпионата (в 1973 году).

## Финалы разных лет
| Год  | Чемпионка              | Финалистка            | Счёт              |
| ---- | ---------------------- | --------------------- | ----------------- |
| 2005 | Амели Моресмо (3)      | Елена Дементьева      | 7-5 2-6 7-5       |
| 2004 | Амели Моресмо (2)      | Вера Звонарёва        | 3-6 6-2 6-2       |
| 2003 | Амели Моресмо          | Анастасия Мыскина     | 5-7 6-0 6-2       |
| 2000 | Линдсей Дэвенпорт (2)  | Мартина Хингис        | 7-6(7) 6-4        |
| 1999 | Линдсей Дэвенпорт      | Мартина Хингис        | 6-3 6-4           |
| 1998 | Штеффи Граф (3)        | Линдсей Дэвенпорт     | 4-6 6-3 6-4       |
| 1997 | Мартина Хингис         | Линдсей Дэвенпорт     | 7-5 6-7(7) 7-6(4) |
| 1996 | Яна Новотна            | Штеффи Граф           | 6-4 — отказ       |
| 1995 | Штеффи Граф (2)        | Лори Макнил           | 6-1 4-6 6-3       |
| 1994 | Анке Хубер             | Мари Пьерс            | 6-0 6-7(4) 7-5    |
| 1993 | Кончита Мартинес       | Штеффи Граф           | 6-3 6-3           |
| 1992 | Штеффи Граф            | Аранча Санчес-Викарио | 6-3 3-6 6-1       |
| 1991 | Моника Селеш           | Дженнифер Каприати    | 7-5 6-1           |
| 1979 | Венди Тёрнбулл         | Вирджиния Уэйд        | 5-7 6-3 6-2       |
| 1978 | Крис Эверт (2)         | Билли Джин Кинг       | 6-0 6-4           |
| 1977 | Крис Эверт             | Мартина Навратилова   | 6-4 4-6 6-3       |
| 1976 | Ивонн Гулагонг-Коули   | Крис Эверт            | 6-3 7-6           |
| 1975 | Вирджиния Уэйд         | Крис Эверт            | 7-5 6-4           |
| 1974 | Ольга Морозова         | Билли Джин Кинг       | 7-6 6-1           |
| 1973 | Маргарет Смит-Корт (2) | Керри Харрис          | 6-1 6-0           |
| 1971 | Розмари Казалс         | Франсуаза Дюрр        | 6-3 3-6 6-2       |
| 1970 | Маргарет Смит-Корт     | Билли Джин Кинг       | 6-3 7-6(12)       |

| Год  | Чемпионки                                | Финалистки                               | Счёт           |
| ---- | ---------------------------------------- | ---------------------------------------- | -------------- |
| 2005 | Кара Блэк Ренне Стаббс (4)               | Лиза Реймонд Саманта Стосур              | 6-4 7-6(4)     |
| 2004 | Алисия Молик Лиза Реймонд (5)            | Лизель Хубер Корина Морариу              | 7-5 6-4        |
| 2003 | Мартина Навратилова Лиза Реймонд (4)     | Кара Блэк Ренне Стаббс                   | 6-3 6-4        |
| 2000 | Мартина Хингис Анна Курникова            | Лиза Реймонд Ренне Стаббс                | 6-2 7-5        |
| 1999 | Лиза Реймонд (3) Ренне Стаббс (3)        | Чанда Рубин Сандрин Тестю                | 6-1 7-6(2)     |
| 1998 | Елена Лиховцева Ай Сугияма               | Моника Селеш Наталья Зверева             | 7-5 4-6 6-2    |
| 1997 | Лиза Реймонд (2) Ренне Стаббс (2)        | Линдсей Дэвенпорт Яна Новотна            | 6-3 7-5        |
| 1996 | Лиза Реймонд Ренне Стаббс                | Николь Арендт Лори Макнил                | 6-4 3-6 6-3    |
| 1995 | Лори Макнил Хелена Сукова                | Мередит Макграт Лариса Савченко-Нейланд  | 4-6 6-3 6-4    |
| 1994 | Джиджи Фернандес (2) Наталья Зверева (2) | Габриэла Сабатини Бренда Шульц           | 4-6 6-4 6-2    |
| 1993 | Катрина Адамс Манон Боллеграф            | Кончита Мартинес Лариса Савченко-Нейланд | 6-2 4-6 7-6(7) |
| 1992 | Джиджи Фернандес Наталья Зверева         | Кончита Мартинес Мари Пьерс              | 6-1 6-3        |
| 1991 | Яна Новотна Лариса Савченко-Нейланд      | Мэри-Джо Фернандес Зина Гаррисон         | 6-2 6-4        |
| 1979 | Франсуаза Дюрр (2) Бетти Стове (3)       | Рене Ричардс Вирджиния Уэйд              | 6-4 6-2        |
| 1978 | Керри Рид Венди Тёрнбулл                 | Франсуаза Дюрр Вирджиния Уэйд            | 6-3 7-5        |
| 1977 | Франсуаза Дюрр Вирджиния Уэйд            | Мартина Навратилова Бетти Стове          | 6-4 4-6 6-4    |
| 1976 | Билли Джин Кинг (3) Бетти Стове (2)      | Розмари Казалс Франсуаза Дюрр            | 7-6 6-4        |
| 1975 | Ивонн Гулагонг-Коули Бетти Стове         | Розмари Казалс Билли Джин Кинг           | 4-6 6-4 7-6    |
| 1974 | Розмари Казалс (2) Билли Джин Кинг (2)   | Керри Харрис Лесли Хант                  | 6-3 7-6        |
| 1973 | Маргарет Смит-Корт Лесли Хант            | Франсуаза Дюрр Бетти Стове               | 6-1 3-6 6-2    |
| 1971 | Розмари Казалс Билли Джин Кинг           |                                          |                |